# Carcina quercana
Carcina quercana là một loài bướm đêm thuộc họ Oecophoridae. Nó được tìm thấy ở châu Âu.
Sải cánh dài 16–20 mm.
Ấu trùng ăn nhiều loài cây rụng lá, bao gồm sồi và dẻ gai.

## Hình ảnh

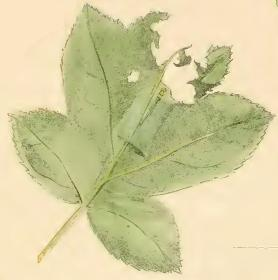
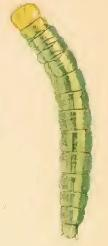
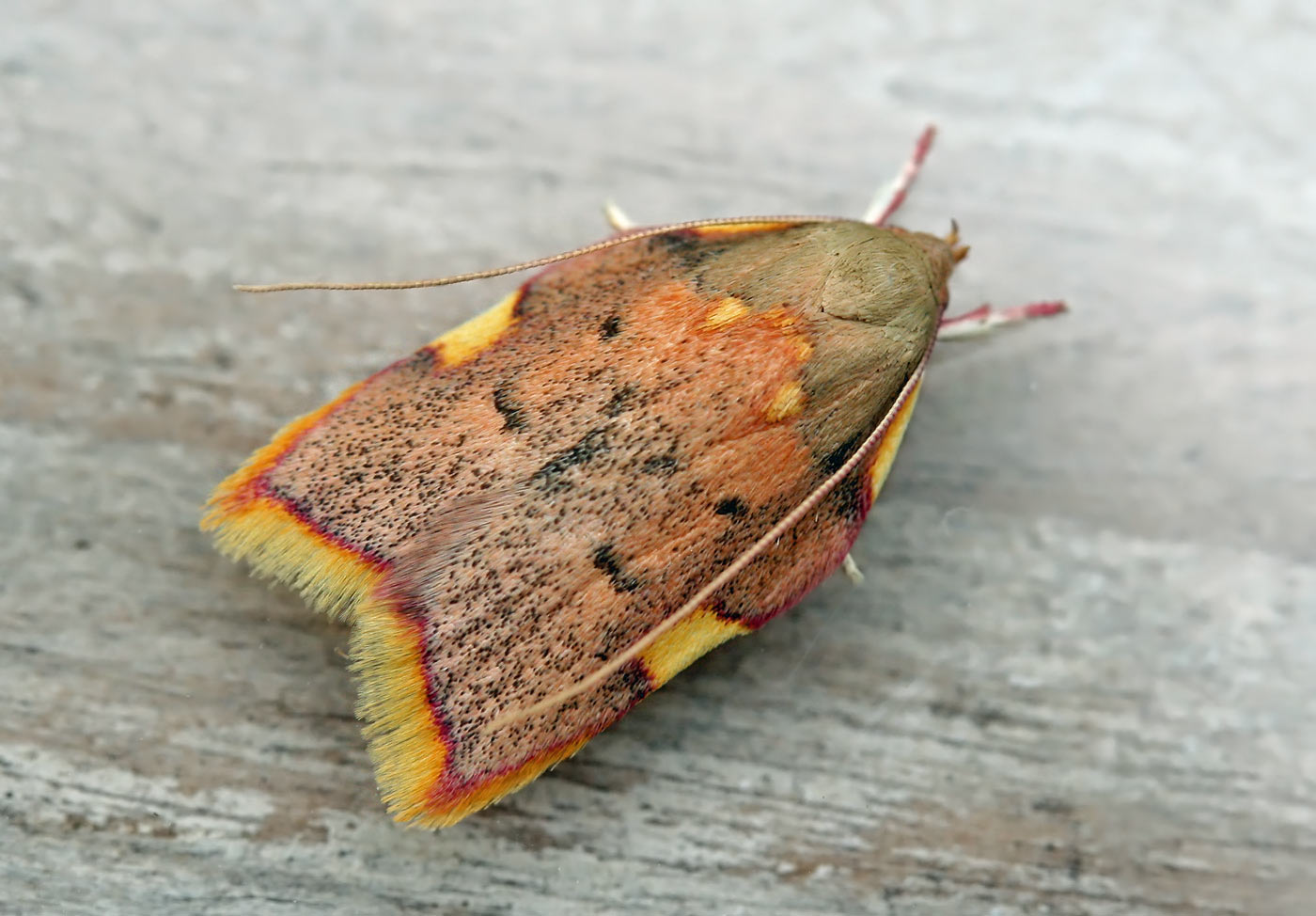
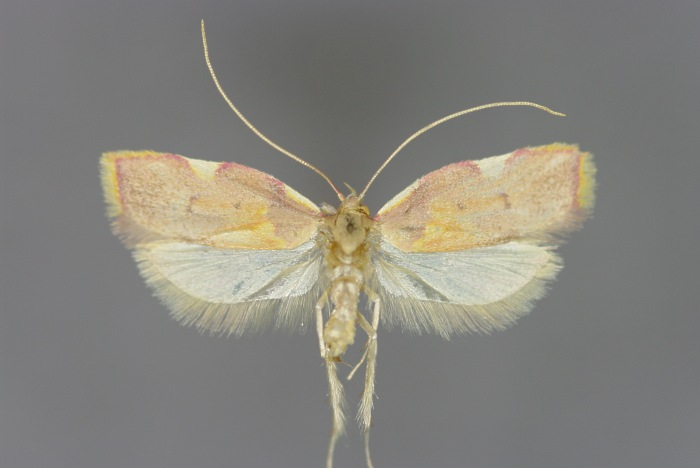